# Università tecnica di Vienna

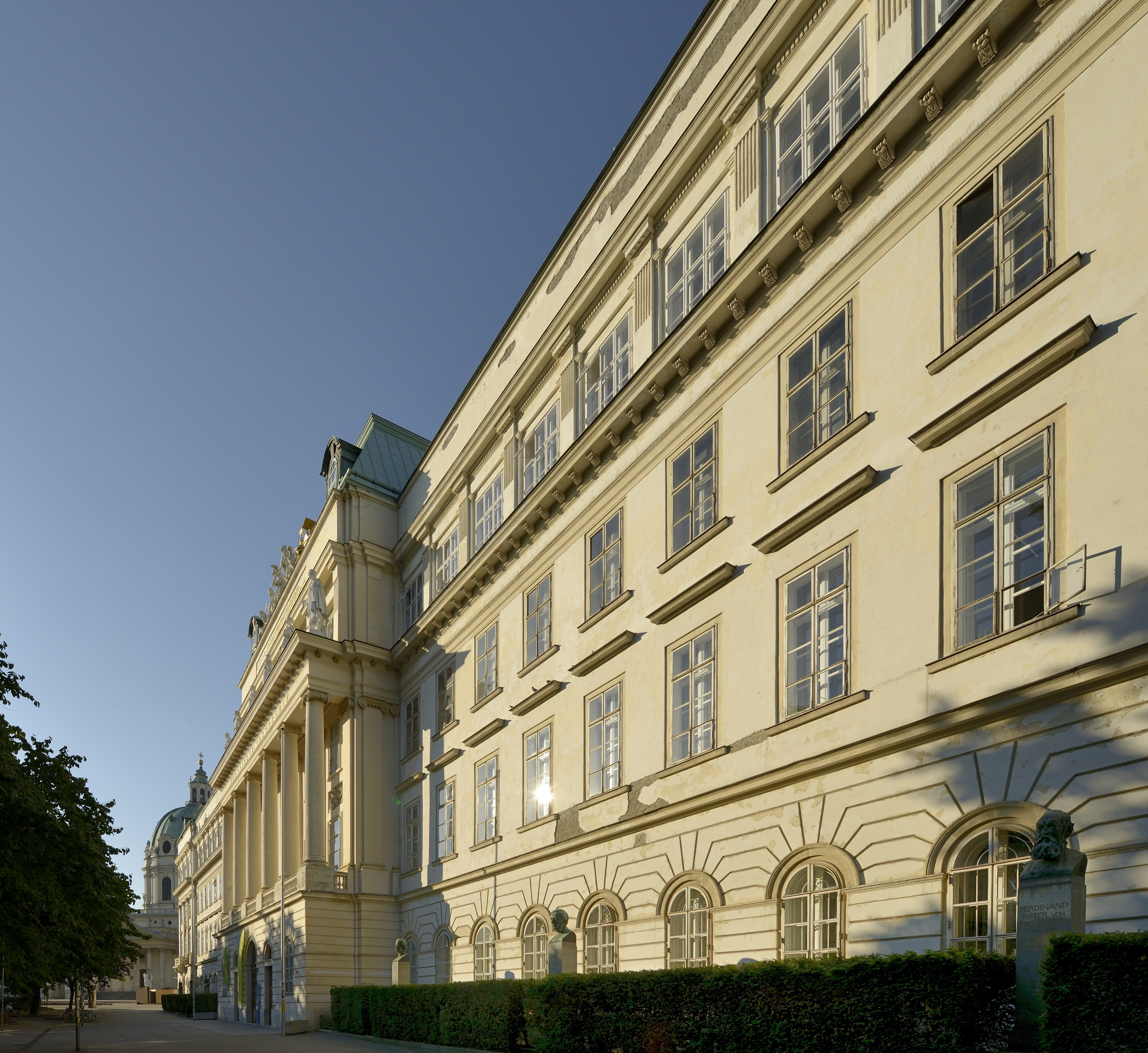
Edificio principale della TU Wien, Karlsplatz

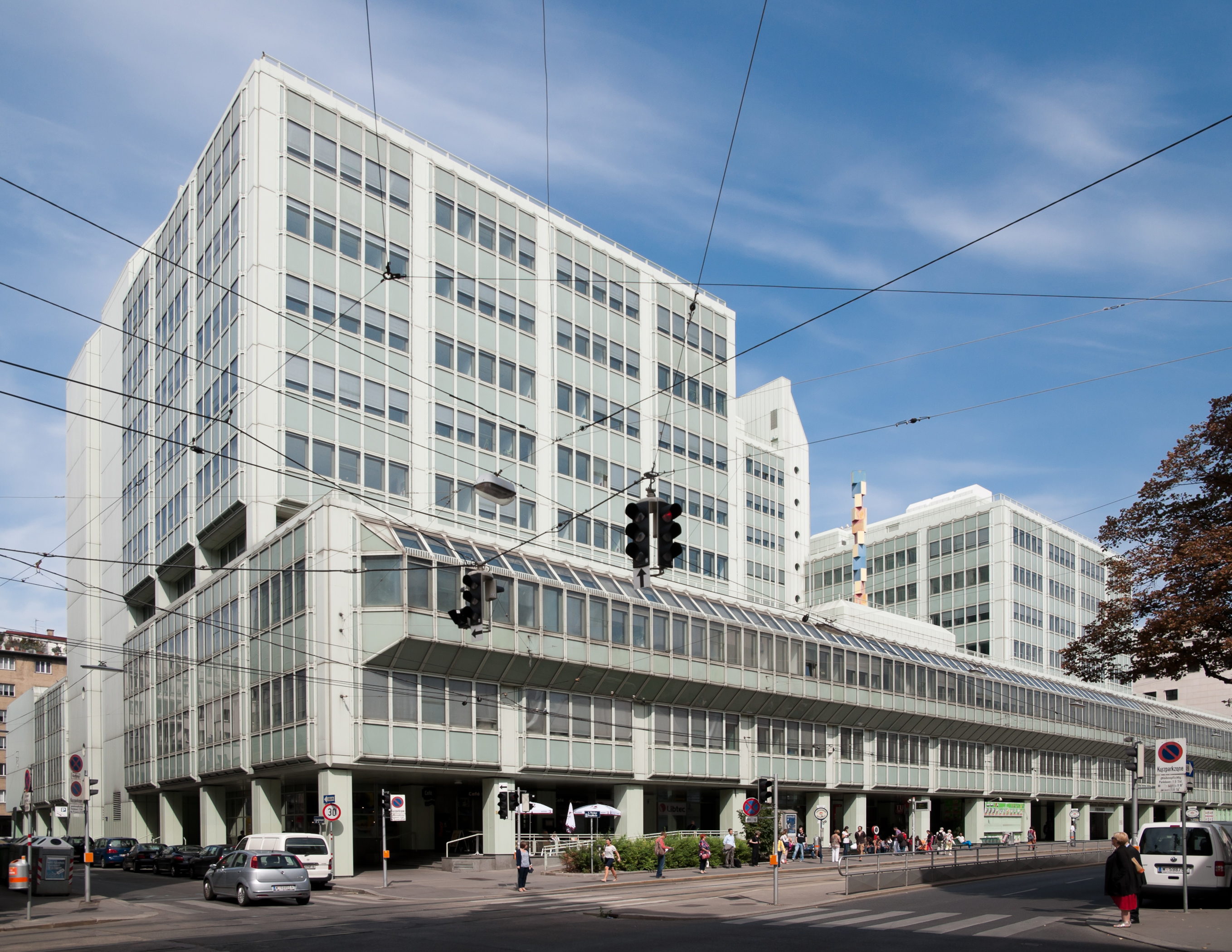
Edifici nella Wiedner Hauptstraße

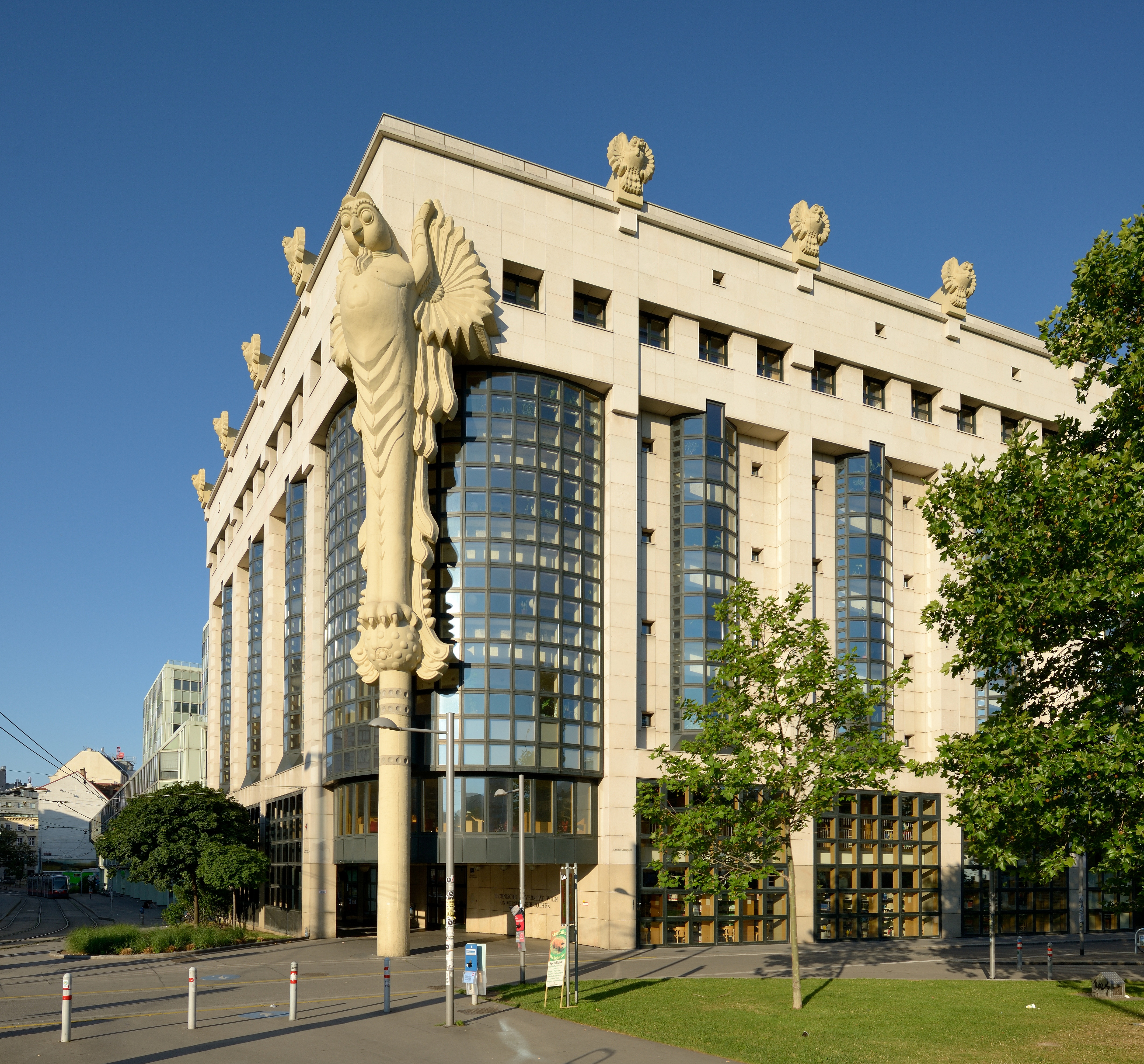
Biblioteca

L'Università tecnica di Vienna (semplicemente conosciuta come Politecnico di Vienna; in tedesco: Technische Universität Wien, o abbreviato TU Wien) è l'accademia politecnica della capitale austriaca. 
L'Università ha ricevuto un ampio riconoscimento internazionale e nazionale nell'insegnamento e nella ricerca ed è un partner molto stimato delle imprese orientate all'innovazione tecnologica.
È la più grande istituzione di ricerca e formazione dell'Austria nel campo della tecnologia e delle scienze. Attualmente conta più di 26.000 studenti in ben 55 corsi di laurea e più di 5.000 scienziati e ricercatori sono impegnati in cinque aree di ricerca principali in 8 facoltà.

## Storia
L'Università fu fondata da Francesco II d'Asburgo-Lorena nel 1815 come "Istituto politecnico imperiale e regio" (k. k. Polytechnisches Institut) principalmente dedicato alla formazione di militari nell'ambito dell'Ingegneria civile e mineraria. Nel 1872 la denominazione divenne Technische Hochschule e nel 1975 Technische Universität.

## Descrizione
La didattica e la ricerca sono principalmente orientate alla fisica, all'ingegneria e alle scienze naturali.
L'Università Tecnica di Vienna ha otto facoltà: Fisica, Chimica, Ingegneria Elettrica e Tecnologie dell'Informazione, Informatica, Matematica, Ingegneria civile, Ingegneria meccanica e industriale, Architettura e Pianificazione.
L'Università è guidata dal Rettore e da quattro Vice Rettori (responsabili della ricerca, degli affari accademici, delle finanze, delle risorse umane e di genere). Il Senato ha 26 membri. Il Consiglio dell'Università, composto da sette membri, funge da consiglio di sorveglianza.
L'unico altro politecnico del paese è l'Università tecnica di Graz (Technische Universität Graz).

## Reputazione accademica
L'Università Tecnica di Vienna è una delle più prestigiose università di tecnologia al mondo e presenta un livello di ricerca e istruzione di alto livello.
È tra le università tecniche di maggior successo in Europa ed è la più grande istituzione di ricerca e istruzione tecnico-scientifica dell'Austria. Da più di 200 anni la TU Wien è un luogo di ricerca, insegnamento e apprendimento al servizio del progresso.

## Ricerca e Sviluppo
I principali ambiti di ricerca all'Università Tecnica di Vienna comprendono: scienza e ingegneria computazionale, fisica quantistica e tecnologie quantistiche, fisica dei materiali e della materia, tecnologia dell'informazione e della comunicazione, energia e ambiente.
L'EU Research Support (EURS) lavora in cooperazione con la TU Wien e collabora sia con i ricercatori che con il personale amministrativo nella preparazione e realizzazione di progetti di ricerca finanziati e sostenuti dall'Unione Europea.

## Sport
L'Università compete con la sua squadra denominata Robots in tre discipline:
- basket maschile;
- basket femminile;
- football americano.